# Dân chủ phi đảng phái
Dân chủ phi Đảng phái hoặc dân chủ không có Đảng (tiếng Anh: Non-partisan democracy) là một hệ thống của chính phủ hoặc tổ chức đại diện sao cho các cuộc bầu cử phổ quát và định kỳ diễn ra mà không cần tham khảo các Đảng chính trị. Đôi khi bầu cử và thậm chí nói về các ứng cử viên có thể không được khuyến khích, để không làm phương hại đến quyết định của người khác hoặc tạo ra một bầu không khí gây tranh cãi.
Ở nhiều quốc gia, nguyên thủ quốc gia là phi Đảng phái, ngay cả khi thủ tướng và quốc hội được chọn trong cuộc bầu cử Đảng phái. Những người đứng đầu nhà nước như vậy dự kiến sẽ vẫn trung lập liên quan đến chính trị Đảng phái. Ở một số quốc gia thuộc quốc hội hoặc bán tổng thống, một số tổng thống không phải là Đảng phái, hoặc nhận được sự hỗ trợ của Đảng.
Các hệ thống phi Đảng phái có thể bị hủy bỏ, có nghĩa là các Đảng chính trị bị cấm hoàn toàn hoặc bị ngăn cấm về mặt pháp lý khi tham gia bầu cử ở một số cấp chính phủ nhất định, hoặc trên thực tế nếu không có luật đó tồn tại và chưa có Đảng chính trị. Ở cấp độ quốc gia, các hệ thống phi Đảng phái thực tế chủ yếu đại diện cho các quần thể rất nhỏ, như ở Niue, Tuvalu và Palau. Một số quốc gia vùng Vịnh Ba Tư là de jure phi Đảng phái, bao gồm cả Oman và Kuwait; Các cơ quan lập pháp ở các chính phủ này thường chỉ có khả năng tư vấn, vì họ có thể bình luận về các luật do ngành hành pháp đề xuất nhưng không thể tự tạo ra luật. Các chính phủ quốc gia phi Đảng phái đôi khi giống với các quốc gia độc Đảng, nhưng các chính phủ thuộc loại sau này công nhận rõ ràng một Đảng chính trị duy nhất mà tất cả các quan chức được yêu cầu phải là thành viên.